# Casa de Andechs
Casa de Andechs a fost o familie nobiliară germană care din secolul al XII-lea și până la mijlocul secolului al XIII-lea s-a numărat printre cele mai importante familii nobiliare bavareze din Sfântul Imperiu Roman, alături de Guelfi. Familia a provenit dintr-o ramură a conților de Dießen am Ammersee, descendenți ai familiei Diepoldinger-Rapotonen. În 1248 familia Andechs s-a stins.
Conducătorii Casei de Andechs au purtat de-a lungul timpului diferite titluri:
- Conți de Dießen
- Conți de Wolfratshausen
- Conți de Wasserburg
- Conți de Andechs-Plassenburg
- Margrafi de Istria
- Duci de Merania

Legăturile genealogice ale primelor generații aparținând diferitelor linii ale familiei nu au fost suficient cercetate până acum.

## Istorie
Familia de Andechs rezida inițial în sud-vestul Bavariei, la castelul Ambras, lângă Innsbruck, controlând drumul către Marca de Verona prin Pasul Brenner, în Dießen am Ammersee și în Wolfratshausen. Un conte bavarez și conducător de oști, Rasso (sau Ratho sau Ratt), apare în documente în Dießen, luptător împotriva invadatorilor maghiari la începutul secolului al X-lea care a întemeiat Mănăstirea Sf. Rasso din Grafrath. Prin strămoșul lor, contele palatin Berthold de Reisensburg, nepot al ducelui bavarez Arnulf cel Rău, familia Andechs poate fi afiliată dinastiei Luitpolding. Se pare că Berthold a fost un dușman înverșunat al regelui romano-german Otto I și a fost acuzat ca trădător în Bătălia de la Lechfeld din 955 împotriva ungurilor. Probabil el s-a căsătorit cu o fiică a ducelui Frederic I de Lorena Superioară; descendentul său contele Berthold al II-lea (d. 1151), care-și avea reședința din anul 1100 la Andechs, este considerat progenitorul dinastiei acestor conți.
Berthold al II-lea a moștenit teritoriile bavareze ale familiei, dar a dobândit și posesiuni în regiunea adiacentă Franconia unde în jurul anului 1135 a construit fortificația Plassenburg lângă Bayreuth și a fondat orașul Kulmbach. Berthold al II-lea a fost vogt al Abației Benediktbeuern și prin căsătoria cu Sofia, fiica margrafului Poppo al II-lea, a intrat în posesia Mărcii de Istria și Mărcii de Carniola.

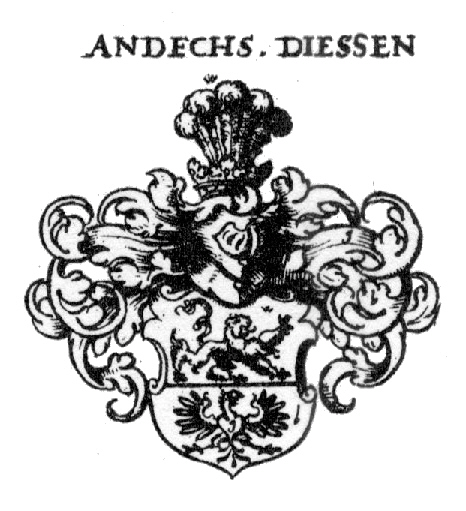
Blazonul Andechs-Diessen (1703)

În 1180 comitatul Andechs a dobândit orașul Innsbruck.
Otto al VI-lea de Andechs a fost episcop de Bamberg între 1177 și 1196. În 1208, când regele romano-german Filip al Suabiei a fost asasinat la Bamberg de Otto al VIII-lea de Wittelsbach, membrii casei de Andechs au fost implicați.
Sfânta Hedviga de Silezia (1174–1243) a fost unul din cei opt copii ai ducelui Berthold al IV-lea de Merania, conte de Dießen-Andechs și margraf al Istriei. Doi din cei patru fii ai ducelui Berthold au devenit episcopi, Ekbert de Bamberg (1203–1231) și Berthold, patriarh al Aquileiei (anterior voievod al Transilvaniei și vicerege al Ungariei).
Otto i-a succedat tatălui său ca duce al Dalmației, iar Henric a devenit margraf al Istriei. Dintre cele trei surori ale sale, Gertruda de Merania (1185 – 1213) a fost prima soție a regelui Andrei al II-lea al Ungariei și mama Sfintei Elisabeta de Turingia; Mechtild a devenit stareță la Mănăstirea Kitzingen; Agnes a devenit a treia soție nelegitimă a lui Filip al II-lea al Franței în 1196, după ce acesta a repudiat-o pe soția sa legitimă, Ingeborg. Totuși regele Filip al II-lea s-a despărțit de Agnes în 1200, după ce papa Inocențiu al III-lea a impus Franței interdicția canonică.

## Genealogie
Arnold al IV-lea, conte de Dießen (d. 1098), căsătorit cu Gisela de Schweinfurt, fiica ducelui Otto al III-lea al Suabiei
1. Berthold al II-lea (d.1151), conte de Dießen și Andechs în Bavaria, conte de Plassenburg și Kulmbach în Franconia, Vogt al Abației Benediktbeuern, s-a căsătorit cu Sofia, fiica margrafului Poppo al II-lea al Istriei, și apoi cu Cunigunda de Vornbach
  1. Poppo (d. 11 decembrie 1148, Constantinopol), căsătorit cu Kuniza de Giech, divorțat în 1142
    1. Henric, stareț la Mănăstirea Millstatt

  2. Berthold I, margraf al Istriei (n.c. 1110/1115 – d. 14 decembrie 1188), căsătorit cu Hedviga, fiica lui Otto al V-lea, conte de Scheyern, și apoi cu Luitgard, fiica regelui Sweyn al III-lea al Danemarcei
    1. Berthold al IV-lea, duce de Merania (d. 12 august 1204), căsătorit cu Agnes de Wettin, fiica margrafului Dedi al III-lea de Luzacia
      1. Otto I, duce de Merania (d. 7 mai 1234), Conte Palatin al Burgundiei, Margraf de Istria, căsătorit cu Beatrice de Hohenstaufen, fiica contelui Otto I al Burgundiei, și apoi cu Sofia de Ascania, fiica contelui Henric I de Anhalt
        1. Otto al III-lea, conte de Burgundia (n.c. 1226 – d. 19 iunie 1248), duce de Merania, căsătorit cu Elisabeta, fiica contelui Adalbert al IV-lea de Tirol
        2. Agnes (n.c. 1215 – d. 1263), căsătorită cu Frederic al II-lea al Austriei, ultimul duce Babenberg (divorț), și apoi cu Ulric al III-lea al Carintiei, ultimul duce Sponheim
        3. Beatrix (d. după 1265), căsătorită cu contele Herman al II-lea de Weimar-Orlamünde din Casa de Ascania
        4. Margareta (d. 18 octombrie 1271), căsătorită cu Přemysl al Moraviei, fiul regelui Ottokar I al Boemiei, și apoi cu contele Frederick de Truhendingen
        5. Adelaida (d. 8 martie 1279), căsătorită cu contele Hugh, conte de Burgundia și apoi cu contele Filip I de Savoia
        6. Elisabeta (d. 18 decembrie 1272), căsătorită cu Frederic al III-lea de Nürnberg, burgrav de Hohenzollern

      2. Henric (n.c. 1175 – d. 18 iulie 1228), margraf de Istria, căsătorit cu Sofia de Weichselburg
      3. Ekbert (d. 6 iunie 1237), episcop de Bamberg
      4. Berthold (d. 23 mai 1251), arhiepiscop de Kalocsa, patriarh de Aquileia
      5. Agnes (c. 1180 – 29 iulie 1201), căsătorită cu regele Filip al II-lea al Franței
      6. Gertruda (asasinată la 28 septembrie 1213), căsătorită cu regele Andrei al II-lea al Ungariei
      7. Sfânta Hedviga (c. 1176/80 – 14 mai 1243, stareță la Mănăstirea din Trzebnica, căsătorită cu Henric I cel Bărbos, duce de Silezia
      8. Matilda (d. 1 decembrie 1254), stareță de Kitzingen
      9. fiică fără nume, căsătorită cu familia regală Nemanjic din Serbia

    2. Sofia (d. 1218), căsătorită cu contele Poppo al VI-lea de Henneberg
    3. Cunigunda (d.1207), căsătorită cu contele Eberhard al III-lea de Eberstein
    4. Mechtild (d.1245), căsătorită cu contele Frederic I de Hohenburg, și apoi cu contele Engelbert al III-lea de Gorizia
    5. Poppo (1175 – decembrie 1245), episcop de Bamberg
    6. Bertha, stareța de Gerbstedt

  3. Otto al II-lea Bamberg⁠(de)[traduceți] (c. 1132–1196), episcop de Brixen și Bamberg
  4. Mechtildis (d. 1160), stareță la Mănăstirea Edelstetten
  5. Eufemia (d. 1180), stareță la Mănăstirea Altomünster
  6. Cunigunda (d. 1139), călugăriță în Abația Admont

O istorie a Casei Andechs a fost scrisă de istoricul Joseph Hormayr și publicată în 1796.